# Supercopa espanyola d'hoquei sobre patins femenina 2023-2024
La Supercopa d'Espanya femenina 2023-24 fou la tercera edició de la Supercopa espanyola d'hoquei sobre patins. Se celebrà el 16 i 17 de setembre de 2023 al Pavelló Municipal de Cubelles i fou organitzada per la Federació Espanyola de Patinatge. Hi participaren quatre equips, el Telecable HC, com a campió de Lliga i de Copa, Generali HC Palau de Plegamans, Martinelia CP Manlleu i Vila-sana Coop d’Ivars. Es disputà en format de final quatre, amb semifinals i final, i fou retransmès en directe per OK Liga Iberdrola TV.
Es proclamà campió el Telecable HC, que guanyà el seu segon títol consecutiu.

## Competició

### Quadre de competició
|  | Semifinals               | Semifinals   |                          |       | Final | Final |
|  |                          |              |                          |       |       |       |
|  | 16 de setembre 17:00 CET |              |                          |       |       |       |
|  |                          |              |                          |       |       |       |
|  | Generali HC Palau        | 3            |                          |       |       |       |
|  | Generali HC Palau        | 3            | 17 de setembre 12:00 CET |       |       |       |
|  | CP Vila-sana             | 5            |                          |       |       |       |
|  | CP Vila-sana             | 5            | CP Vila-sana             | 0 (1) |       |       |
|  | 16 de setembre 19:30 CET |              | CP Vila-sana             | 0 (1) |       |       |
|  |                          | Telecable HC | 0 (2)                    |       |       |       |
|  | Telecable HC             | Telecable HC | 0 (2)                    | 3     |       |       |
|  | Telecable HC             |              |                          | 3     |       |       |
|  | Martinelia CP Manlleu    | 1            |                          |       |       |       |
|  | Martinelia CP Manlleu    | 1            |                          |       |       |       |

### Semifinals
A la primera semifinal, el CP Vila-sana Coop d'Ivars s'imposà per 5 a 3 al Generali HC Palau de Plegamans en un partit amb molta igualtat i gols. S'avançà per dos cops el club lleidatà mitjançant Victòria Porta (0-1) i Luchi Agudo (1-2), però empatà en ambdues ocasions Berta Busquets (1-1 i 2-2). A la segona part, s'avançà de nou amb gol de Gimena Gómez (2-3) i aconseguí l'empat Aina Florenza (3-3). Decidiren a la part final del partit els gols de Laura Barcons (3-4) i Gimena Gómez (3-5). El CP Vila-sana Coop d'Ivars aconseguí l'accés a la seva primera final de la Supercopa.
| Generali HC Palau               | 3‐5            | CP Vila-sana Coop d'Ivars                           |
| ------------------------------- | -------------- | --------------------------------------------------- |
| Busquets 9', 24' · Florenza 30' | Informe Partit | Porta 2' · Agudo 17' · Gómez 28', 47' · Barcons 40' |

A la segona semifinal, el Telecable HC reaccionà al gol inicial del Martinelia CP Manlleu, anotat per Núria Garciolo (min. 21) a la primera part. Remuntà amb gols d'Ana Caterina Ferreira, Marta Piquero i Sara Roces a la segona part i es classificà per a disputar la seva segona final consecutiva.
| Telecable HC                           | 3‐1            | Martinelia CP Manlleu |
| -------------------------------------- | -------------- | --------------------- |
| Ferreira 33' · Piquero 40' · Roces 44' | Informe Partit | Garciolo 21'          |

### Final
El CP Vila-sana Coop d'Ivars i el Telecable HC disputaren la final de la III Supercopa d'Espanya d'hoquei sobre patins, reeditant la final de la Lliga de Campions de la WSE de la temporada anterior. El matx estigué dominat per la igualtat d'ambdòs equips i acabà sense gols. Es decidí la tanda de penals on el club asturià fou més efectiu que el lleidatà, guanyant per 2 a 1. Marcà Sara Roces i Nuria Almeida, per part asturiana, i Victòria Porta, per part lleidatana. El Telecable HC es proclamà campió de la Supercopa per segon any consecutiu i aconseguí el seu cinquè títol consecutiu des del 2021.
| CP Vila-sana Coop d'Ivars               | 0‐0            | Telecable HC                                |
| --------------------------------------- | -------------- | ------------------------------------------- |
|                                         | Informe Partit |                                             |
| Tanda de penals                         |                |                                             |
| Porta · Gómez · Barcons · Silva · Agudo | 1-2            | Piquero · Roces · Lolo · Almeida · Ferreira |

| CP Vila-sana | Telecable HC |

| #            | Pos. | Nom            |  |
| ------------ | ---- | -------------- |  |
| 20           | POR  | Anna Salvat    |  |
| 3            |      | Daiana Silva   |  |
| 5            |      | Laura Barcons  |  |
| 7            |      | Luchi Agudo    |  |
| 8            |      | Sara Planella  |  |
| 12           |      | Maria Porta    |  |
| 14           |      | Victòria Porta |  |
| 17           |      | Gimena Gómez   |  |
| 84           |      | Hanaé Herrault |  |
| 23           | POR  | Sandra Coelho  |  |
| Entrenador   |      |                |  |
| Albert Arnau |      |                |  |

| Campió de la Supercopa d'Espanya 2023 |
| ------------------------------------- |
| Telecable HC Segon títol              |

| #           | Pos. | Nom                    |    |
| ----------- | ---- | ---------------------- | -- |
| 10          | POR  | Fernanda Hidalgo       |    |
| 5           |      | Sara González Lolo     | 7' |
| 6           |      | Marta González Piquero |    |
| 9           |      | Nuria Almeida          |    |
| 22          |      | Sara Roces             |    |
| 26          |      | Ana Catarina Ferreira  |    |
| 74          |      | Ángela Fernández       |    |
| 78          |      | Judith Cobian          |    |
| 96          |      | Maria Igualada         |    |
| 1           | POR  | Victoria Novo          |    |
| Entrenador  |      |                        |    |
| Natasha Lee |      |                        |    |

## Estadístiques
| Classificació final | Classificació final    | Classificació final | Classificació final | Classificació final | Classificació final | Classificació final | Classificació final | Classificació final |
| #                   | Club                   | PJ                  | PG                  | PE                  | PP                  | GF                  | GC                  | DF                  |
| ------------------- | ---------------------- | ------------------- | ------------------- | ------------------- | ------------------- | ------------------- | ------------------- | ------------------- |
| 1                   | Telecable HC           | 2                   | 1                   | 1                   | 0                   | 3                   | 1                   | +2                  |
| 2                   | Vila-sana Coop d’Ivars | 2                   | 1                   | 1                   | 0                   | 5                   | 3                   | +2                  |
| 3                   | Generali HC Palau      | 1                   | 0                   | 0                   | 1                   | 3                   | 5                   | -2                  |
| 3                   | Martinelia CP Manlleu  | 1                   | 0                   | 0                   | 1                   | 1                   | 3                   | -2                  |

| Màxima golejadora | Màxima golejadora      | Màxima golejadora | Màxima golejadora | Màxima golejadora | Màxima golejadora | Màxima golejadora |
| #                 | Nom                    | G                 | PJ                | GPP               | Pen               | FD                |
| ----------------- | ---------------------- | ----------------- | ----------------- | ----------------- | ----------------- | ----------------- |
| 1                 | Berta Busquets         | 2                 | 1                 | 2.00              | 0                 | 1/1               |
| 2                 | Gimena Gómez           | 2                 | 2                 | 1.00              | 0                 | 0                 |
| 3                 | Núria Garciolo         | 1                 | 1                 | 1.00              | 0                 | 0                 |
| 4                 | Luciana Agudo          | 1                 | 2                 | 0.50              | 0                 | 0/1               |
| 5                 | Ana Caterina Ferreira  | 1                 | 2                 | 0.50              | 0                 | 0                 |
| 6                 | Aina Florenza          | 1                 | 1                 | 1.00              | 0                 | 0                 |
| 7                 | Sara Roces             | 1                 | 2                 | 0.50              | 0                 | 0/1               |
| 8                 | Marta González Piquero | 1                 | 2                 | 0.50              | 0/1               | 1/1               |
| 9                 | Laura Barcons          | 1                 | 2                 | 0.50              | 0                 | 0                 |
| 10                | Victòria Porta         | 1                 | 2                 | 0.50              | 0/1               | 0/2               |